# Museo del Banato
Il Museo del Banato (Muzeul Banatului) è un museo di Timișoara con sede centrale nel Castello Huniade.
Fu fondato nel 1872, con il nome di "Società di storia e archeologia". Custodisce la più importante collezione di oggetti archeologici del Banato. Al pianterreno ospita il "Santuario Neolitico di Parţa", un monumento unico in Europa. Il museo comprende una sezione di storia, una di archeologia, una di etnografia ed una di scienze naturali.
Il museo ha anche un laboratorio di restauro e conservazione degli oggetti di patrimonio culturale e storico. Il 1º gennaio 2006, la sezione di arte è stata trasformata in Museo d'arte di Timișoara.
Attuale direttore è Dan Leopold Ciobotaru.